# Список кодів відповідей FTP

## Семантика
Відповідь FTP сервера на будь-яку команду FTP сервера складається з трьох цифр. Розглянемо значення кожної цифри в кожній позиції.

### Перша позиція
- Одиниця означає, що команда прийнята до виконання але ще не завершена.
- Двійка означає, що виконання команди успішно завершене.
- Трійка означає, що команда прийнята й очікується якась додаткова команда.
- Четвірка означає, що на даний момент команда не може бути виконана.
- П'ятірка означає принципову неможливість виконання команди.

### Друга позиція
- Нуль відповідає синтаксичній помилці.
- Одиниця відповідає інформаційному повідомленню.
- Двійка повідомляє про те, що повідомлення відноситься або до керуючого з'єднання, або до з'єднання даних.
- Трійка відповідає повідомленням про аутентифікацію користувача та його права.
- Значення четвірки не визначено.
- П'ятірка відповідає повідомленню про стан файлової системи.

### Третя позиція
Третя цифра остаточно специфікує помилку.

## Повний список кодів відповідей FTP сервера
| Код | Опис                                                                                         |
| --- | -------------------------------------------------------------------------------------------- |
| 100 | Запрошену дію ініційовано, дочекайтеся наступної відповіді перш ніж виконувати нову команду. |
| 110 | Коментар.                                                                                    |
| 120 | Функція буде реалізована через nnn хвилин.                                                   |
| 125 | Канал відкритий, обмін даними розпочатий.                                                    |
| 150 | Статус файлу правильний, готується відкриття каналу.                                         |
| 200 | Команда коректна.                                                                            |
| 202 | Команда не підтримується.                                                                    |
| 211 | Системний статус або відгук на довідковий запит.                                             |
| 212 | Стан каталогу.                                                                               |
| 213 | Стан файлу.                                                                                  |
| 214 | Довідкове пояснювальне повідомлення.                                                         |
| 215 | Виводиться разом з інформацією про систему по команді SYST.                                  |
| 220 | Служба готова для нового користувача.                                                        |
| 221 | Успішне завершення по команді quit.                                                          |
| 225 | Канал сформований, але інформаційний обмін відсутній.                                        |
| 226 | Закриття каналу, обмін завершений успішно.                                                   |
| 227 | Перехід у пасивний режим (h1,h2,h3,h4,p1,p2).                                                |
| 228 | Перехід у довгий пасивний режим (довга адреса, порт).                                        |
| 229 | Перехід у розширений пасивний режим (\|\|\|port\|).                                          |
| 230 | Користувач ідентифікований, продовжуйте.                                                     |
| 231 | Користувацький сеанс закінчено; Обслуговування припинено.                                    |
| 232 | Команда про завершення сеансу прийнята, вона буде завершена після завершення передачі файлу. |
| 250 | Запит пройшов успішно.                                                                       |
| 257 | «ШЛЯХ» створено.                                                                             |
| 331 | Ім'я користувача коректне, потрібен пароль.                                                  |
| 332 | Для входу в систему необхідна аутентифікація.                                                |
| 350 | Для дії над файлом вимагається більше інформації.                                            |
| 404 | Цей віддалений сервер не знайдено.                                                           |
| 421 | Процедура не можлива, канал зачиняється.                                                     |
| 425 | Відкриття інформаційного каналу неможливо.                                                   |
| 426 | Канал зачинено, обмін перервано.                                                             |
| 434 | Хост, що запитується недоступний.                                                            |
| 450 | Функція, що запитана не реалізована, файл не доступний, наприклад, зайнятий.                 |
| 451 | Локальна помилка, операція перервана.                                                        |
| 452 | Помилка при записуванні файлу (недостатньо місця).                                           |
| 500 | Синтаксична помилка, команда не може бути інтерпретована (можливо вона надто довга).         |
| 501 | Синтаксична помилка (невірний параметр або аргумент).                                        |
| 502 | Команда не використовується (нелегальний тип MODE).                                          |
| 503 | Невдала послідовність команд.                                                                |
| 504 | Команда не може бути застосована для такого параметру.                                       |
| 530 | Вхід не виконаний! Необхідна авторизація (not logged in).                                    |
| 532 | Необхідна аутентифікація для запам'ятовування файлу.                                         |
| 550 | Запитана функція не реалізована, файл не доступний, наприклад, не знайдений.                 |
| 551 | Запитана операція перервана. Невідомий тип сторінки.                                         |
| 552 | Запитана операція перервана. Виділено недостатньо пам'яті.                                   |
| 553 | Запитана операція не прийнята. Неприпустима назва файлу.                                     |